# Camptopoeum rufiventre
Camptopoeum rufiventre är en biart som beskrevs av Morawitz 1880. Camptopoeum rufiventre ingår i släktet Camptopoeum och familjen grävbin. Inga underarter finns listade.